# 드웨인 데 로사리오
드웨인 앤서니 데 로사리오(영어: Dwayne Anthony De Rosario, 1978년 5월 15일 ~ )는 캐나다의 은퇴한 축구 선수로 현역 시절 포지션은 공격형 미드필더, 공격수였다.

## 수상

### 클럽
새너제이
- MLS컵: 2001, 2003
- MLS 서포터스 실드: 2005

휴스턴 다이너모
- MLS컵: 2006, 2007

토론토
- 캐나다 챔피언십: 2009, 2010

D.C. 유나이티드
- US 오픈컵: 2013

### 국가대표
- CONCACAF 골드컵: 2000

### 개인
- MLS 올스타: 2006, 2007, 2008, 2009, 2010, 2011, 2012
- 캐나다 올해의 축구 선수: 2005, 2006, 2007, 2011
- MLS 베스트 11: 2005, 2006, 2007, 2009, 2010, 2011
- 랜던 도너번 MVP상: 2011
- MLS 골든 부트: 2011
- MLS 올해의 득점상: 2004, 2005